# Stara Rokitnia
Stara Rokitnia – wieś w Polsce położona w województwie lubelskim, w powiecie ryckim, w gminie Stężyca.
W latach 1975–1998 miejscowość należała administracyjnie do ówczesnego województwa lubelskiego.
Znajdują się dwa przystanki PKS i jedna stacja PKP. W Starej Rokitni działa jednostka Ochotniczej Straży Pożarnej, która istnieje od 1957 roku.
Wieś jest sołectwem w gminie Stężyca. Według Narodowego Spisu Powszechnego z roku 2011 wieś liczyła 456 mieszkańców.
Wierni Kościoła rzymskokatolickiego należą do parafii św. Marcina w Stężycy.

## Historia
Rokitna – dziś Stara Rokitnia i Nowa Rokitnia, w wieku XIX Rokitnia, Rokitno – wieś w powiecie garwolińskim, gminie Pawłowice, parafii Stężyca. Wieś posiadała z końcem XIX wieku szkołę początkową, 65 domów i 513 mieszkańców, gruntu 1853 mórg. W 1827 roku było 55 domów i 297 mieszkańców. Rokitna to stara wieś królewska w 1664 w powiecie i starostwie stężyckim, miała 30 domów i 2½, łana gruntu.